# 이케아 카탈로그
이케아 카탈로그(IKEA Catalogue, IKEA Catalog, 스웨덴어: Ikea-katalogen)는 스웨덴 홈퍼니싱 소매업체 이케아에서 매년 발행하는 카탈로그였다. 1951년 스웨덴어로 처음 출판된 이 카탈로그는 회사의 주요 마케팅 도구로 간주되었으며 2004년 현재 연간 마케팅 예산의 70%를 소비했다. 2013회계연도에는 약 2억 800만 부의 카탈로그가 인쇄되었는데, 이는 같은 기간에 인쇄될 것으로 예상되는 성경 수의 두 배 이상이다.
최초의 이케아 카탈로그는 1951년 스웨덴에서 출판되었다. 이 책은 68페이지로 구성되어 있으며 285,000부가 스웨덴 남부에 배포되었다. 2016년 최고조에 달했을 때 카탈로그 2억 부가 69개 버전, 32개 언어로 50개국 이상에 배포되었다.
2020년 12월, IKEA는 70년 간의 운영 끝에 카탈로그 발행을 종료하고 2021년판이 최종판이 될 것이라고 발표했다.